# Robert Vesterlund
Clas Robert Vesterlund, född 28 oktober 1976 i Råsunda församling, Stockholms län, var redaktör för nynazistiska Internetpublikationen Info-14 (numera nedlagd) och drivande kraft bakom Salemfonden, som riktar sig "mot svenskhat och det urskillningslösa svenskfientliga våldet". Han står även bakom fonden Gula Korset och är en av grundarna av SUNS (Stockholms Unga Nationalsocialister). Vesterlund var 1993–1994 ordförande för Sverigedemokratisk Ungdom, då under namnet Robert Wennerstedt samt medlem av Sverigedemokraternas arbetsutskott. Vesterlund lämnade SDU efter riksdagsvalet i Sverige 1994. År 1996 lämnade Vesterlund Sverigedemokraterna.
Vesterlund misstänktes tidigt i utredningen för inblandning i mordet på syndikalisten Björn Söderberg. Misstanken rörde sig om anstiftan till mord men han varken häktades eller åtalades, och senare dömdes två andra personer för mordet, nynazisterna Hampus Hellekant och Björn Lindberg Hernlund. Enligt Aftonbladet mördades Söderberg för att han hade avslöjat Vesterlunds politiska hemvist, vilket ledde till att Vesterlund förlorade ett fackligt förtroendeuppdrag i Handelsanställdas förbunds lokala klubbstyrelse.

## Info-14
Info-14 var namnet på ett nyhetsbrev och en hemsida, utgivna av Vesterlund. Namnet syftade på de s.k. 14 words (De fjorton orden), en devis formulerad av den amerikanske nynazisten David Lane. Hemsidans rapportering fokuserade dels på aktiviteter i nationalistiska och nazistiska sammanhang, dels på brottslighet kopplad till invandrare och vänsterextremister. Sedan den 6 januari 2011 är hemsidan nedlagd. Info-14:s artikelarkiv på cirka 4500 artiklar överfördes till den numera avslutade nättidningen Realisten som ägdes av Svenskarnas parti.
Robert Vesterlund har dömts för brott kopplade till utgivningen av Info-14. I maj 2001 dömdes han för grov uppvigling, hets mot folkgrupp och hot mot tjänsteman. Gärningarna avsåg publicering av ett antal artiklar i pappersutgåvan av Info-14, som bedömdes vara brottsliga.